# Clodomiro Picado Twight
Clodomiro Picado Twight (Heredia, Costa Rica 17 de abril de 1887 - San José, Costa Rica, 16 de mayo de 1944), conocido como «Clorito Picado», fue un destacado científico costarricense reconocido internacionalmente por sus investigaciones y descubrimientos. Pionero en la investigación sobre serpientes y venenos, entre sus logros se incluye haber sido uno de los precursores del descubrimiento de la penicilina, la cual utilizó para tratar pacientes 3 décadas antes del registro formal por parte de Fleming.

## Familia y estudios
Clodomiro Picado Twight nació en Heredia,  Costa Rica el 17 de abril de 1887, sus padres fueron Clodomiro Picado Lara y Carlota Twight. Poseía diversas ascendencias en ambas vías, principalmente española, y además parte de su familia materna era de origen británico; su abuelo Enrique Twight Collins fue uno de los muchos inmigrantes ingleses que entraron a Costa Rica en el siglo XIX.
Picado inició su formación escolar y secundaria en el Colegio San Luis Gonzaga, en Cartago, y culminó en 1906 como bachiller en el Liceo de Costa Rica en San José. En 1907 y 1908, impartió lecciones de Ciencias Naturales en el Colegio San Luis Gonzaga. De esta época son sus primeros artículos, resúmenes de las características de algunos miembros de la fauna costarricense, que preparó posiblemente como material de clase y que le fueron publicados por Anastasio Alfaro, en la revista Páginas Ilustradas.
Por recomendación de sus profesores de secundaria y bachillerato, en 1908 el Congreso de Costa Rica le concedió una beca para continuar sus estudios en París. Volvió a Costa Rica con ocasión del terremoto de Cartago en 1910. Durante su permanencia en Costa Rica buscó material para hacer en París su futura tesis. En marzo de 1911 regresa a Francia; llevaba dibujos, fotografías y el material que requería para lograr su propósito académico. En 1912, en Comptes rendus de l'Académie des sciences se publican tres notas sobre las bromeliáceas, que serán, en resumen, lo que luego constituirá la tesis de doctorado. En 1912 recibe el diploma de Estudios Superiores de Botánica en la Sorbona y el doctorado lo realiza en la Universidad de París, recibiendo el diploma el 18 de noviembre de 1913. Ese mismo año fue admitido en el Instituto Pasteur de París y en el Instituto Colonial de esa ciudad.
A su regreso a Costa Rica, se casó en 1917 con Margarita Umaña Chavarría.
Posteriormente, el doctor Clorito Picado fue declarado Benemérito de la Patria por el Congreso costarricense, mediante decreto N.º 34 de 21 de diciembre de 1943.

## Muerte
Murió en San José, Costa Rica, el 16 de mayo de 1944 a los 57 años de edad, después de una penosa dolencia . Sus funerales fueron una manifestación de duelo nacional en Costa Rica.

## Trabajo de Clodomiro Picado Twight
Entre 1920 y 1921, Clorito Picado impartió lecciones de Ciencias Naturales en el Liceo de Costa Rica. En este último año es nombrado Profesor de Estado. En 1921 publicó el trabajo titulado «Los microbios del látex» en la revista Comptes Rendus de la Société de Biologie. Ese mismo año publica en la editorial de Repertorio Americano, un ensayo biográfico de los científicos Louis Pasteur e Iliá Méchnikov.
En 1922, la Sociedad Mexicana de Biología lo nombra miembro correspondiente de Costa Rica. Regresa a Francia en dos ocasiones. La primera entre 1922 y 1924, como delegado de Costa Rica a las celebraciones del centenario de Pasteur, ocasión en la cual presenta el trabajo sobre la acción a distancia de los hongos fitopatógenos. En 1923 es nombrado miembro correspondiente de la Sociedad de Patología Exótica de París y admitido en la Estación de Patología Vegetal de París. Esta visita la aprovecha para ampliar estudios en su campo. La segunda visita, en 1937, tiene la finalidad de recuperarse de un serio quebranto de salud.
En 1926 publicó el primer folleto sobre serpientes, el que amplía en años posteriores. En 1931 publicó el libro definitivo Serpientes venenosas de Costa Rica: sus venenos, seroterapia antiofídica. Su gran labor en la lucha antiofídica ha sido uno de los elementos que más relevancia y reconocimiento le han dado a su figura.
En 1932, el doctor Picado es designado miembro de la Junta Americana de Estudios Biológicos, por nominación del Congreso Internacional de Biología de Uruguay.
En 1933, Clorito es nombrado miembro correspondiente de la Sociedad de Biología de París. En 1937, encontrándose muy enfermo, parte hacia París. Lleva el fruto de diez años de trabajos y experiencias sobre inmunología del envejecimiento, su obra Vacunación contra la senectud precoz. En París es atendido por especialistas y la editorial E. Le Francois se encarga de la edición de su libro.
En 1940, reconociendo su enorme aporte a la salud del país, se le nombra primer director del Instituto Nacional de Higiene. Igualmente, en virtud de su trabajo científico, en 1942, es nombrado miembro de la Sociedad de Biología de Bolivia. La Universidad de Costa Rica le confiere el título de «doctor honoris causa», en octubre de 1943.
El doctor Picado Twight no solo se interesó por los estudios biológicos de las serpientes, sino que se preocupó especialmente por la situación de muchos campesinos que perdían su vida o quedaban gravemente lesionados luego de ser mordidos por serpientes venenosas. Como resultado de su trabajo, en 1926 se promulgó la Ley N.º 13, conocida como «Ley de Defensa contra el ofidismo», la cual establece la obligación del Estado costarricense de velar por la salud de los ciudadanos en relación con este problema de salud pública. Desarrolló una importante labor pionera en el estudio de las serpientes y sus venenos, durante las décadas de 1920 y 1930. Además, promovió la importación de sueros antiofídicos de Brasil, cuyo uso demostró la eficacia de este producto inmunobiológico en el tratamiento de esta patología.

## Principales aportes
Algunas de sus principales obras son las siguientes:
- Las bromeliáceas epífitas como medio biológico. 1913.
- Nuestra microbiología doméstica. 1921.
- Pasteur y Metchnikoff. 1921.
- El Museo Pasteur de Estrasburgo. 1928.
- Serpientes venenosas de Costa Rica. 1931.
- Vacunación contra la senectud precoz. 1937.
- Investigaciones sobre fisiopatología tiroidea. 1943.
- Biología hematológica elemental comparada. 1943.

Adicionalmente, escribió unos 115 trabajos entre los que se incluyen libros y monografías. Realizó estudios zoológicos de los animales en las bromeliáceas, sobre serpientes (ofidismo), en la fisiología y fitopatología vegetal y la microbiología industrial, en la microbiología médica, y en el campo de la inmunología.

## Investigaciones y descubrimientos
El doctor Picado Twight realizó estudios zoológicos de los animales en las bromeliáceas, sobre serpientes (ofidismo), en la fisiología y fitopatología vegetal, microbiología industrial, microbiología médica y en el campo de la inmunología. Se le reconoce principalmente por su trabajo con los sueros antiofídicos.
En marzo de 2000, médicos del Hospital San Juan de Dios en San José publicaron un manuscrito del Dr. Clorito Picado, en el que él relata sus experiencias entre 1915 y 1927 acerca de la acción inhibitoria de los hongos del género Penicillium sp en el crecimiento de estafilococos y estreptococos (bacterias causantes de infecciones). Por lo anterior, es reconocido como uno de los precursores del antibiótico penicilina, descubierta por Fleming en 1928. El informe con los resultados de los tratamientos realizados por el Dr. Picado fueron publicados por la Sociedad de Biología de París en 1927.

## Reconocimientos
Estos son algunos de los reconocimientos hechos al doctor Clodomiro Picado Twight y su obra:

### Doctoradohonoris causade la Universidad de Costa Rica

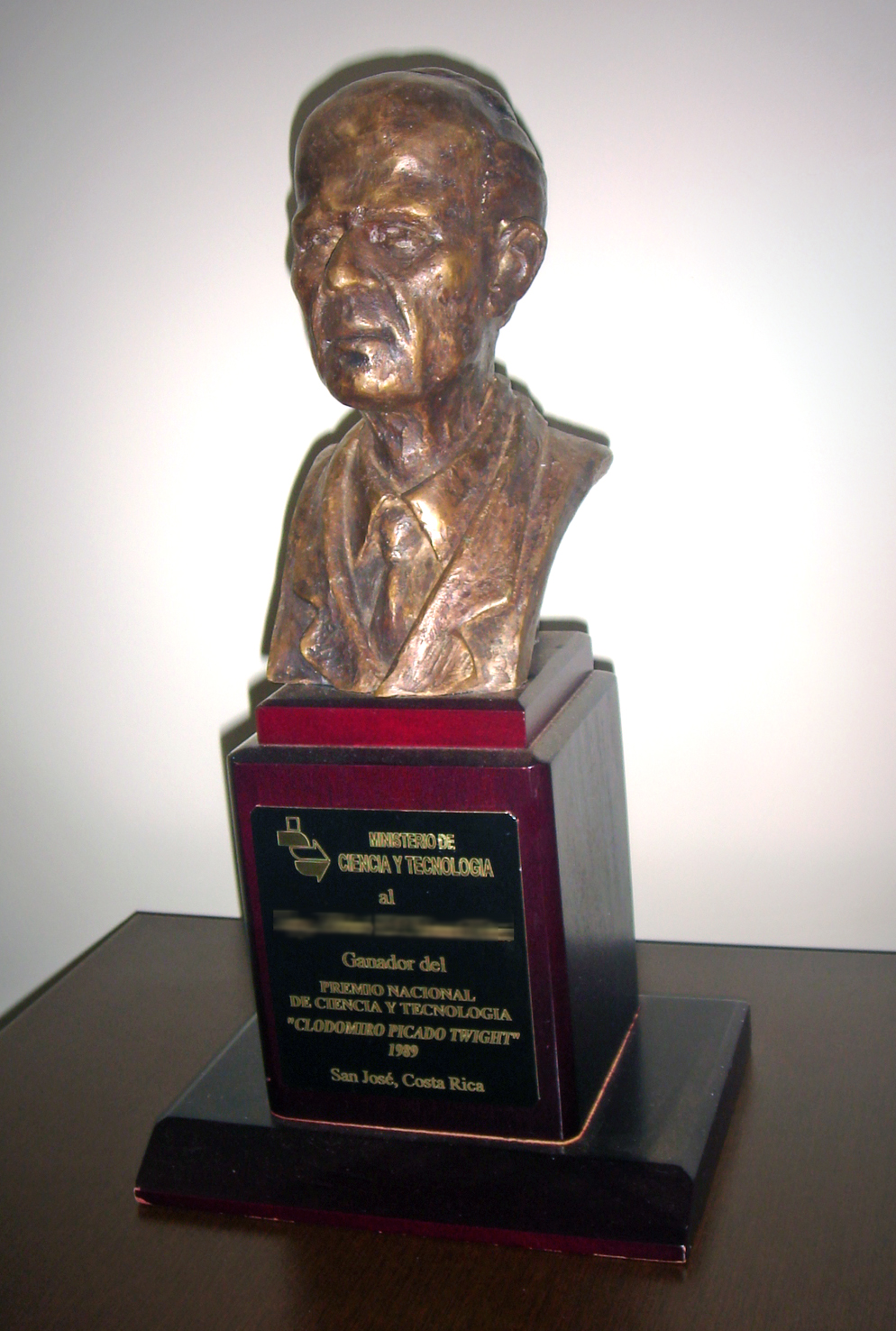
Estatuilla otorgada a los ganadores del Premio Nacional de Ciencia y Tecnología con el busto del Dr. Clodomiro Picado.

Como un homenaje a sus méritos y en agradecimiento por su arduo trabajo en la obra «Biología Hematológica Elemental Comparada», la Universidad de Costa Rica le entregó el doctorado honoris causa en 1942.

## Premio Nacional de Ciencia y Tecnología Clodomiro Picado Twight
También en homenaje a su memoria y a su destacada trayectoria científica, desde 1977 el Ministerio de Ciencia y Tecnología y el Ministerio de Cultura, Juventud y Deportes de Costa Rica, otorgan el Premio Nacional de Ciencia y Tecnología «Clodomiro Picado Twight», como estímulo y reconocimiento de la labor científica y tecnológica de los ciudadanos costarricenses.
En junio de 2000 el premio fue modificado, dividiéndose a partir del siguiente año en dos categorías: el Premio Nacional de Ciencia «Clodomiro Picado Twight» y el Premio Nacional de Tecnología «Clodomiro Picado Twight», los cuales también se otorgan anualmente. Los ganadores se hacen acreedores de una estatuilla conmemorativa con el busto del Dr. Picado, un pergamino y un premio en efectivo. La entrega de los dos premios usualmente es realizada en el mismo acto oficial de entrega de los otros Premios Nacionales.

### Instituto de Investigación Clodomiro Picado
Además, en reconocimiento al trabajo pionero del Dr. Picado en la investigación sobre serpientes y venenos, la institución médica especializada en realizar estas tareas lleva su nombre. El Instituto de Investigación Clodomiro Picado fue fundado en 1970 y se localiza en Dulce Nombre de Coronado, San José.
El instituto es una unidad de investigación de la Universidad de Costa Rica, responsable del Programa de Sueros Antiofídicos, que incluye la producción de suero antiofídico polivalente, la investigación científica sobre las serpientes y sus venenos, la divulgación y la extensión en zonas rurales y centros de atención hospitalaria.

### Sitios nombrados en su honor
En honor al Dr. Picado, el centro de enseñanza pública secundaria del barrio Las Américas, en la ciudad de Turrialba, fue bautizado como Colegio Clodomiro Picado Twight (también es conocido como I.E.T).
En 1963, la Caja Costarricense de Seguro Social creó la clínica Clorito Picado como un centro médico periférico de consulta externa, con una población de atracción directa de 35 000 personas. En 2008, la clínica tiene a su cargo diez sedes de Ebais (Equipos Básicos de Atención en Salud) en la zona de San Juan, La Uruca y Merced, con una población de atracción directa en el primer nivel de atención en salud de 47 500 personas y 150 000 en el segundo nivel. Además, ofrece servicios de salud en diez especialidades médicas, tales como Medicina Interna, Psiquiatría, Ginecología y Obstetricia, Pediatría, Dermatología, Fisiatría y Rehabilitación.

### Billete de dos mil colones
Entre 1998 y 2011, el Banco Central de Costa Rica emitió un billete de 2000 colones con la efigie del Dr. Clorito Picado.